# Trocholejeunea
Trocholejeunea là một chi rêu trong họ Lejeuneaceae.